# Семяновський Олександр Степанович
Семяновський Олександр Степанович (1854 — після 1930) — земський статистик.
Закінчив юридичний факультет Санкт-Петербурзького університету. Перебуваючи земським статистиком в Чернігівському земстві, брав участь в дослідженні і описі Конотопського, Козелецького, Суразького, Мглинського і Стародубського повітів; склав опис Городнянського. Статті доробку Семяновського відрізняються ретельністю розробки зібраного матеріалу.
Пізніше завідував статистичним відділенням новгородської губернської земської управи, причому досліджував Дем'янський і Білозерський повіти.
З 1888 р Олександр Степанович перебуває на службі в селянських і дворянських банках.

## Публікації
- Материалы для оценки земельных угодий, собранные Чернигиським статистическим отделом ары губернской земской управе, Т. XIV, 1885.
- Оценка недивижимого имущества Черниговской губернии. — Чернигов, 1886; раздел «Оценка земель»).
- Материалы для оценки земельных угодий Новгородской губернии. — Демянский у.». Новгород, 1888.